# Пэк Чон Чхоль
Пэк Чон Чхоль (кор. 백종철; род. 9 октября 1975) — южнокорейский кёрлингист и тренер по кёрлингу.
В составе мужской сборной Республики Корея серебряный призёр Тихоокеанско-азиатского чемпионата 2006 и чемпион зимних Азиатских игр 2007, участник чемпионата мира среди мужчин 2007.

## Достижения
- Тихоокеанско-азиатский чемпионат по кёрлингу: серебро (2006).
- Зимние Азиатские игры: золото (2007).

## Команды
| Сезон                                               | Четвёртый     | Третий        | Второй       | Первый       | Запасной                                                                           | Турниры                       |
| --------------------------------------------------- | ------------- | ------------- | ------------ | ------------ | ---------------------------------------------------------------------------------- | ----------------------------- |
| 2000—01                                             | Пэк Чон Чхоль | Квон Ён Иль   | Lim Sung-min | Пак Квон Иль |                                                                                    | ТАЧ 2000 (4 место)            |
| 2004—05                                             | Пэк Чон Чхоль | Ли Джэ Хо     | Ян Се Ён     | Пак Квон Иль | Квон Ён Иль тренеры: Джим Урсел, Chung Young Sup                                   | ТАЧ 2004 (5 место)            |
| 2005—06                                             | Пэк Чон Чхоль | Ли Джэ Хо     | Ян Се Ён     | Квон Ён Иль  | Пак Квон Иль тренер: Yoo Kun Jick                                                  | ТАЧ 2005 (6 место)            |
| 2006—07                                             | Ли Джэ Хо     | Пэк Чон Чхоль | Ян Се Ён     | Пак Квон Иль | Квон Ён Иль тренер: Yoo Kun Jick                                                   | ТАЧ 2006                      |
| 2006—07                                             | Ли Джэ Хо     | Пэк Чон Чхоль | Ян Се Ён     | Квон Ён Иль  | Пак Квон Иль тренеры: Kang Yang-Won (ЗАИ), Yoo Kun Jick (ЗАИ), Bradley Burton (ЧМ) | ЗАИ 2007 · ЧМ 2007 (12 место) |
| Кёрлинг среди смешанных пар (mixed doubles curling) |               |               |              |              |                                                                                    |                               |
| 2011—12                                             | Park Kyung-mi | Пэк Чон Чхоль |              |              |                                                                                    | ЧМСП 2012 (19 место)          |
| 2013—14                                             | Lee Hye-in    | Пэк Чон Чхоль |              |              | тренер: Mun Sung-kwan                                                              | ЧМСП 2014 (15 место)          |
| 2014—15                                             | Lee Hye-in    | Пэк Чон Чхоль |              |              | тренер: Kim Hong Kuen                                                              | ЧМСП 2015 (11 место)          |

(скипы выделены полужирным шрифтом)

## Результаты как тренера национальных сборных
| Год  | Турнир                                                       | Команда                        | Место |
| ---- | ------------------------------------------------------------ | ------------------------------ | ----- |
| 2015 | Чемпионат мира по кёрлингу на колясках 2016 (группа B, 2015) | Республика Корея (на колясках) | 2     |
| 2016 | Чемпионат мира по кёрлингу на колясках 2016                  | Республика Корея (на колясках) | 3     |
| 2017 | Чемпионат мира по кёрлингу на колясках 2017                  | Республика Корея (на колясках) | 6     |
| 2018 | Зимние Паралимпийские игры 2018                              | Республика Корея (на колясках) | 4     |
| 2019 | Чемпионат мира по кёрлингу на колясках 2019                  | Республика Корея (на колясках) | 3     |